# Скрендевичи (Дятловский район)
Скре́ндевичи (бел. Скрэндзевічы) — деревня в Козловщинском сельсовете Дятловского района Гродненской области Белоруссии. Согласно переписи населения 2009 года в Скрендевичах проживало 5 человек. Площадь сельского населённого пункта составляет 19,07 га, протяжённость границ — 2,09 км.

## География
Скрендевичи расположены в 21 км к югу от Дятлово, 155 км от Гродно, 25 км от железнодорожной станции Слоним.

## История
В 1880 году Скрендевичи — деревня в Козловской волости Слонимского уезда Гродненской губернии (17 жителей). По переписи населения 1897 года в Скрендевичах насчитывалось 26 домов, проживало 169 человек.
В 1921—1939 годах Скрендевичи находились в составе межвоенной Польской Республики. В этот период деревня относилась к сельской гмине Козловщина Слонимского повята Новогрудского воеводства. В 1923 году в Скрендевичах имелось 27 домов, проживало 153 человека. В сентябре 1939 года Скрендевичи вошли в состав БССР.
В 1996 году Скрендевичи входили в состав Денисовского сельсовета и колхоза «Слава труду». В деревне насчитывалось 13 хозяйств, проживало 22 человека.
30 декабря 2003 года Скрендевичи были переданы из упразднённого Денисовского сельсовета в Козловщинский поселковый совет.
26 декабря 2013 года деревня вместе с другими населёнными пунктами, ранее входившими в состав Козловщинского поссовета, была включена в новообразованный Козловщинский сельсовет.